# PAC418
Socket PAC418是一个由Intel设计并制造的418针微处理器插座，代号为‘Merced’。它在2001年随着英特尔第一代Itanium处理器而推出，旨在将英特尔Itanium处理器与电脑的其他部分连接起来（通常通过主板）。它既为CPU提供电气接口，也为CPU提供物理支持。这个CPU插座被用来支持微处理器模块。

## 技术规格
PAC418支持以高达133 MHz的双倍总线速度来与CPU和主板间通信。
在当时，安装在Socket PAC418上的处理器频率达到了800 MHz。